# Olivier Reboul (philosophe)
Pour les articles homonymes, voir Olivier Reboul et Reboul.
Olivier Reboul ,(17 avril 1925 à Strasbourg - 17 décembre 1992 au Chambon-sur-Lignon), est un philosophe. Spécialiste du philosophe Alain, ses autres principaux domaines de compétence étaient la rhétorique et la philosophie de l'éducation.

## Biographie
Il commença sa carrière professorale au sein de l’Université de Tunis. Devenu professeur à l’Université de Montréal, ses cours contribuèrent, avec ceux de Bernard Carnois, à faire découvrir la philosophie pratique de Kant, jusqu’alors ignorée par les philosophes québécois. Il devint par la suite professeur des universités à l'Université des Sciences Humaines de Strasbourg, poste qu’il occupa jusqu’à son décès. Il a été directeur du DEA Sciences de l’Éducation, commun aux Universités de Strasbourg I et Strasbourg II à partir des années 1980 (date exacte à préciser !) jusqu'à son décès[réf. nécessaire].

### Ouvrages d'Olivier Reboul
- L'homme et ses passions d'après Alain. I : La passion - Paris : PUF, 1968 - coll. Publications de l'université de Tunis. Faculté des lettres et sciences humaines, 6e série : Philosophie, Volume n°III.
- L'homme et ses passions d'après Alain. II : La sagesse - Paris : PUF, 1968 - coll. Publications de l'université de Tunis. Faculté des lettres et Sciences humaines, 6e série : Philosophie, Volume n°III.
- Kant et le problème du mal - Montréal : Presses de l'université de Montréal, 1971.
- L'élan humain ou l'éducation selon Alain - Paris : éd. J. Vrin ; Montréal : Presses de l'université de Montréal, 1974 - coll. L'Enfant n°XVI.
- Nietzsche critique de Kant - Paris : PUF, 1974 - coll. Le philosophe n°113.
- Le slogan - Bruxelles : éd. Complexe ; Paris : PUF, 1975. - coll. L'Humanité complexe
- L'Endoctrinement - Paris : PUF, 1977 - coll. L'éducateur n°59.
- Langage et idéologie - Paris : PUF, 1980.
- Qu'est-ce qu'apprendre ? Pour une philosophie de l'enseignement - Paris : PUF, 1980 - coll. L'éducateur. Rééd. 2010
- Le Langage de l'éducation. Analyse du discours pédagogique - Paris : PUF, 1984 - coll. L'éducateur.
- Réflexions sur la ressemblance, in Les Etudes philosophiques, 1985, n°4, pp.503-516
- avec Jean-François Garcia (Dir.) : Rhétorique(s) - Strasbourg : PUS, 1989 - coll. Cahiers du séminaire de philosophie n°9.
- avec Jean-François Garcia  (Dir.) : Rhétorique et pédagogie - Strasbourg : PUS, 1991 - coll. Cahiers du séminaire de philosophie n°10.
- avec Jean-François Garcia  (Dir.) : Rhétorique de... - Strasbourg : PUS, 1992 - coll. Cahiers du séminaire de philosophie n°12.
- Introduction à la rhétorique : théorie et pratique - 4e éd. - Paris : PUF, 2009 - coll. Premier cycle.
- La rhétorique - 4e éd. - Paris : PUF, 1998 - coll. Que sais-je ? n°2133.
- Les valeurs de l'éducation(première édition 1992) - 2e éd. - Paris : PUF, 1999 - coll. Premier cycle.
- La philosophie de l'éducation (première édition 1971) - 9e éd. - Paris : PUF, 2001 - coll. Que sais-je ? n°2441.

### Ouvrages portant sur Olivier Reboul
- Renée Bouveresse (sous la dir. de) : Education et philosophie : écrits en l'honneur d'Olivier Reboul - Paris : PUF, 1993.